# Epinephelus quoyanus
Epinephelus quoyanus és una espècie de peix de la família dels serrànids i de l'ordre dels perciformes.

## Morfologia
Els mascles poden assolir els 40 cm de longitud total.

## Distribució geogràfica
Es troba des del Japó fins a Austràlia.